# شقواص كأسي
الشَّقْوَاص الكَأْسِيّ (الكأسي نسبة إلى كأس الزهرة، لأن هذا النوع النباتي له كأس زهرة مُعْتَبَر، من اللاتينية calycinum) نوع نباتي يتبع جنس الشقواص والفصيلة اللاذنية، اسمه العلمي Halimium calycinum (L.) K.Koch.

## الموئل والانتشار
موطن هذا النبات هو شبه الجزيرة الأيبيرية وشمال شرق أفريقيا.